# Финарі (Оларі, Прахова)
Финарі (рум. Fânari) — село у повіті Прахова в Румунії. Входить до складу комуни Оларі.
Село розташоване на відстані 41 км на північ від Бухареста, 20 км на південний схід від Плоєшті, 105 км на південний схід від Брашова.

## Населення
За даними перепису населення 2002 року у селі проживали 442 особи, з них 441 особа (99,8%) румунів. Усі жителі села рідною мовою назвали румунську.